# UFC on Fox: VanZant vs. Waterson
UFC on Fox: VanZant vs. Waterson (também conhecido como UFC on Fox 22) é um evento de artes marciais mistas promovido pelo Ultimate Fighting Championship que será realizado no dia 17 de dezembro 2016, no Golden 1 Center, em Sacramento, Califórnia.

## Background
Depois de, anteriormente, serem realizados quatro eventos em Sacramento, no Sleep Train Arena, este será o primeiro que a promoção recebe num local recém-construído.
Uma luta no peso-palha feminino entre Paige VanZant e a ex-Campeã Peso Átomo do Invicta FC, Michelle Waterson, é esperada para servir como o combate principal do evento.
O evento é esperado para exibir a última luta da carreira do ex-Campeão Peso-Pena do WEC e ex-desafiante ao Cinturão Peso Galo do UFC, Urijah Faber, que enfrenta Brad Pickett.
Como resultado do cancelamento do UFC Fight Night: Lamas vs. Penn, lutas entre James Moontasri vs. Alex Morono e Cole Miller vs. Mizuto Hirota foram reprogramadas para este evento.

## Bônus da Noite
Os lutadores receberam $50.000 de bônus
- Luta da Noite:  Leslie Smith vs.  Irene Aldana
- Performance da Noite:  Michelle Waterson e  Paul Craig